# British Empire and Commonwealth Games 1966/Boxen
Die 8. Boxwettkämpfe der Herren bei den British Empire and Commonwealth Games 1966 wurden vom 4. August bis zum 13. August in der  jamaikanischen Hauptstadt Kingston ausgetragen. Es wurden insgesamt 40 Medaillen in 10 Gewichtsklassen vergeben.

## Medaillengewinner
| Klasse                         | Gold                   | Silber                    | Bronze                                          |
| ------------------------------ | ---------------------- | ------------------------- | ----------------------------------------------- |
| Fliegengewicht (- 51 kg)       | Sulley Shittu Ghana    | Kenneth Campbell Jamaika  | Frank Scott Kanada John Rakowski Australien     |
| Bantamgewicht (- 54 kg)        | Edward Ndukwu Nigeria  | Darryl Norwood Australien | Nderu Mwaura Kenia Brian Kendall Neuseeland     |
| Federgewicht (- 57 kg)         | Philip Waruinge Kenia  | Pat Maguire Nordirland    | Amos Ajoo Ghana Harold West Jamaika             |
| Leichtgewicht (- 60 kg)        | Anthony Andeh Nigeria  | Ron Thurston England      | Stephen Baraza Kenia Samuel Lockhart Nordirland |
| Superleichtgewicht (- 63,5 kg) | Jim McCourt Nordirland | Aaron Popoola Ghana       | Alex Odhiambo Uganda Ray Maguire Australien     |
| Weltergewicht (- 67 kg)        | Eddie Blay Ghana       | Bobby Arthur England      | Nojim Maiyegun Nigeria Andy Peace Schottland    |
| Superweltergewicht (- 71 kg)   | Mark Rowe England      | Tom Imrie Schottland      | R. Okine Uganda Nojim Maiyegun Nigeria          |
| Mittelgewicht (- 75 kg)        | Joe Darkey Ghana       | Arthur Trout Jamaika      | John Turpin England Mathias Ouma Uganda         |
| Halbschwergewicht (- 81 kg)    | Roger Tighe England    | Fatai Ayinla Nigeria      | Dennis Booth Australien Sylvester Hines Jamaika |
| Schwergewicht (+ 81 kg)        | Bill Kini Neuseeland   | Adonis Ray Ghana          | Danny McAlinden Nordirland Benson Ocan          |

## Medaillenspiegel
| Rang | Land       | Gold | Silber | Bronze | Gesamt |
| ---- | ---------- | ---- | ------ | ------ | ------ |
| 1    | Ghana      | 3    | 2      | 1      | 6      |
| 2    | England    | 2    | 2      | 1      | 5      |
| 3    | Nigeria    | 2    | 1      | 1      | 4      |
| 4    | Nordirland | 1    | 1      | 3      | 5      |
| 5    | Kenia      | 1    | 0      | 2      | 3      |
| 6    | Neuseeland | 1    | 0      | 1      | 2      |
| 7    | Jamaika    | 0    | 2      | 2      | 4      |
| 8    | Australien | 0    | 1      | 3      | 4      |
| 9    | Schottland | 0    | 1      | 1      | 2      |
| 10   | Uganda     | 0    | 0      | 4      | 4      |
| 11   | Kanada     | 0    | 0      | 1      | 1      |
|      | Gesamt     | 10   | 10     | 20     | 40     |